# 堯君素
尧君素（6世纪—618年），魏郡湯陰县（今河南省汤阴县东）人，隋朝将领。
尧君素开始是隋朝晋王杨广左右从府属。杨广即位为煬帝，累迁鹰击郎将。大业末年，义军蜂起。617年（大業十三年），跟随骁衛大将軍屈突通在河東（今山西省永济市）对抗李渊的軍队。屈突通南逃，尧君素留守河東，称为河東郡通守。唐朝派遣将軍呂紹宗、韋義節攻打河東，不能取胜。屈突通战敗降唐，在河東城下求見尧君素。屈突通劝尧君素归順唐朝，尧君素不肯屈服。用木鹅在黄河漂流，向東都報告河東情势，尧君素被越王楊侗任命为金紫光禄大夫。从隋朝归降唐朝的龐玉、皇甫無逸都到河東城下，劝他归順唐朝。尧君素没有動心。尧君素之妻也到城下劝説尧君素，尧君素拒絶，射杀妻子。尧君素統率部下继续抗唐。618年（義寧二年），尧君素部下俘虏唐朝行軍总管趙慈景。唐軍長期包围河東，城中糧尽，煬帝在江都被殺害的消息传来，河東人心开始瓦解。十二月，尧君素被部下殺害，王行本继续固守河东。638年（贞观十二年），唐太宗表彰前朝忠節，追贈他为蒲州刺史。